# Tour de France 1986
73. Tour de France rozpoczął się 4 lipca w Boulogne-Billancourt, a zakończył się 27 lipca w Paryżu. Wyścig składał się z prologu i 23 etapów, w tym 13 etapów płaskich, 7 etapów górskich i 4 etapów jazdy indywidualnej na czas. Cała trasa liczyła 4083 km.
Klasyfikację generalną wygrał Amerykanin Greg LeMond, wyprzedzając Francuza Bernarda Hinaulta i Szwajcara Ursa Zimmermanna. LeMond został tym samym pierwszym kolarzem spoza Europy, który wygrał Wielka Pętlę. Klasyfikację górską wygrał Hinault, punktową Belg Eric Vanderaerden, Sprinterską Holender Gerrit Solleveld, kombinowaną LeMond, a młodzieżową wygrał jego rodak Andrew Hampsten. Najaktywniejszym kolarzem został Hinault. W czasowej klasyfikacji drużynowej najlepsza była francuska drużyna La Vie Claire, a w punktowej klasyfikacji drużynowej zwyciężył holenderski zespół Panasonic.
Holenderski kolarz Peter Winnen po latach przyznał się do stosowania dopingu w latach 1999 i 2002. Po raz pierwszy wziął testosteron podczas Wielkiej Pętli w 1986 roku po tym, jak upadł na trasie 18. odcinka do L’Alpe d’Huez.
W 1986 roku w Tour de France wystartowali zwycięzcy osiemnastu edycji tego wyścigu: Bernard Hinault (1978, 1979, 1981, 1982 i 1985), Joop Zoetemelk (1980), Laurent Fignon (1983 i 1984), Greg LeMond (1986, 1989 i 1990), Stephen Roche (1987), Pedro Delgado (1988) i Miguel Indurain (1991, 1992, 1993, 1994 i 1995).

## Drużyny
W tej edycji TdF wzięło udział 21 drużyn:
| - La Vie Claire - Carrera-Inoxpran - Kas - Panasonic-Merckx-Agu - Système U - PDM-Concorde - Café de Colombia-Piles Varta | - Reynolds-TS Batteries - Peugeot-Shell - Kwantum-Decosol-Yoko - Joker-Emerxil-Eddy Merckx - Hitachi-Marc-Splendor - Zor-BH - Fagor | - RMO-Meral-Mavic - Postobón - Seat-Orbea - Gis Gelati - Teka - Malvor-Bottecchia-Vaporella - 7-Eleven |

## Etapy
| P  | 4 lipca  | Boulogne-Billancourt                           | ITT 4,6 km    | Thierry Marie         |               |               |               |
| 1  | 5 lipca  | Nanterre – Sceaux                              | 85,0 km       | Pol Verschuere        |               |               |               |
| 2  | 5 lipca  | Meudon – Saint-Quentin-en-Yvelines             | TTT 56,0 km   | Système U             |               |               |               |
| 3  | 6 lipca  | Levallois-Perret – Liévin                      | 214,0 km      | Pello Ruiz Cabestany  |               |               |               |
| 4  | 7 lipca  | Liévin – Évreux                                | 243,0 km      | Johan van der Velde   |               |               |               |
| 5  | 8 lipca  | Évreux – Villers-sur-Mer                       | 124,5 km      | Guido Bontempi        |               |               |               |
| 6  | 9 lipca  | Villers-sur-Mer – Cherbourg                    | 200,0 km      | Ludo Peeters          |               |               |               |
| 7  | 10 lipca | Cherbourg – Saint-Hilaire-du-Harcouët          | 201,0 km      | Eddy Planckaert       |               |               |               |
| 8  | 11 lipca | Saint-Hilaire-du-Harcouët – Nantes             | 204,0 km      | Bernard Hinault       |               |               |               |
| 9  | 12 lipca | Nantes                                         | ITT 61,5 km   | José Ángel Sarrapio   |               |               |               |
| 10 | 13 lipca | Nantes – Futuroscope                           | 183,0 km      | Rudy Dhaenens         |               |               |               |
| 11 | 14 lipca | Futuroscope – Bordeaux                         | 258,3 km      | Pedro Delgado         |               |               |               |
| 12 | 15 lipca | Bayonne – Pau                                  | 217,5 km      | Greg LeMond           |               |               |               |
| 13 | 16 lipca | Pau – Superbagnères                            | 186,0 km      | Niki Rüttimann        |               |               |               |
| 14 | 17 lipca | Superbagnères – Blagnac                        | 154,0 km      | Matteo Trentin        |               |               |               |
| 15 | 18 lipca | Carcassonne – Nîmes                            | 225,5 km      | Frank Hoste           |               |               |               |
| 16 | 19 lipca | Nîmes – Gap                                    | 246,5 km      | Jean-François Bernard |               |               |               |
| 17 | 20 lipca | Gap – Serre Chevalier                          | 190,0 km      | Eduardo Chozas        |               |               |               |
| 18 | 21 lipca | Briançon – L’Alpe d’Huez                       | 182,5 km      | Bernard Hinault       |               |               |               |
|    | 22 lipca | Dzień przerwy                                  | Dzień przerwy | Dzień przerwy         | Dzień przerwy | Dzień przerwy | Dzień przerwy |
| 19 | 23 lipca | Villard-de-Lans – Saint-Étienne                | 179,5 km      | Julián Gorospe        |               |               |               |
| 20 | 24 lipca | Saint-Étienne                                  | ITT 58,0 km   | Bernard Hinault       |               |               |               |
| 21 | 25 lipca | Saint-Étienne – Puy de Dôme                    | 190,0 km      | Erich Mächler         |               |               |               |
| 22 | 26 lipca | Clermont-Ferrand – Nevers                      | 194,0 km      | Guido Bontempi        |               |               |               |
| 23 | 27 lipca | Cosne-Cours-sur-Loire – Paryż (Champs-Élysées) | 255,0 km      | Guido Bontempi        |               |               |               |

## Liderzy klasyfikacji po etapach
| Etap                 | Zwycięzca             | Klasyfikacja generalna | Klasyfikacja punktowa | Klasyfikacja górska | Klasyfikacja młodzieżowa | Klasyfikacja drużynowa |
| -------------------- | --------------------- | ---------------------- | --------------------- | ------------------- | ------------------------ | ---------------------- |
| P                    | Thierry Marie         | Thierry Marie          | Thierry Marie         | brak                | Jesús Blanco             | Système U-Gitane       |
| 1                    | Pol Verschuere        | Alex Stieda            | Pol Verschuere        | Alex Stieda         | Alex Stieda              | Système U-Gitane       |
| 2                    | Système U             | Thierry Marie          | Eric Vanderaerden     | Alex Stieda         | Eric Boyer               | Système U-Gitane       |
| 3                    | Davis Phinney         | Thierry Marie          | Eric Vanderaerden     | Alex Stieda         | Eric Boyer               | Système U-Gitane       |
| 4                    | Pello Ruiz Cabestany  | Dominique Gaigne       | Eric Vanderaerden     | Alex Stieda         | Eric Boyer               | Système U-Gitane       |
| 5                    | Johan van der Velde   | Johan van der Velde    | Eric Vanderaerden     | Alex Stieda         | Eric Boyer               | Système U-Gitane       |
| 6                    | Guido Bontempi        | Johan van der Velde    | Eric Vanderaerden     | Régis Simon         | Eric Boyer               | Système U-Gitane       |
| 7                    | Ludo Peeters          | Jørgen V. Pedersen     | Eric Vanderaerden     | Régis Simon         | Eric Boyer               | Carrera-Inoxpran       |
| 8                    | Eddy Planckaert       | Jørgen V. Pedersen     | Eric Vanderaerden     | Régis Simon         | Eric Boyer               | Carrera-Inoxpran       |
| 9                    | Bernard Hinault       | Jørgen V. Pedersen     | Eric Vanderaerden     | Régis Simon         | Bruno Cornillet          | Carrera-Inoxpran       |
| 10                   | José Ángel Sarrapio   | Jørgen V. Pedersen     | Eric Vanderaerden     | Régis Simon         | Bruno Cornillet          | Carrera-Inoxpran       |
| 11                   | Rudy Dhaenens         | Jørgen V. Pedersen     | Eric Vanderaerden     | Régis Simon         | Bruno Cornillet          | Carrera-Inoxpran       |
| 12                   | Pedro Delgado         | Bernard Hinault        | Eric Vanderaerden     | Ronan Pensec        | Jean-François Bernard    | La Vie Claire          |
| 13                   | Greg LeMond           | Bernard Hinault        | Eric Vanderaerden     | Robert Millar       | Andrew Hampsten          | La Vie Claire          |
| 14                   | Niki Rüttimann        | Bernard Hinault        | Eric Vanderaerden     | Robert Millar       | Andrew Hampsten          | La Vie Claire          |
| 15                   | Frank Hoste           | Bernard Hinault        | Eric Vanderaerden     | Robert Millar       | Andrew Hampsten          | La Vie Claire          |
| 16                   | Jean-François Bernard | Bernard Hinault        | Eric Vanderaerden     | Robert Millar       | Andrew Hampsten          | La Vie Claire          |
| 17                   | Eduardo Chozas        | Greg LeMond            | Eric Vanderaerden     | Robert Millar       | Andrew Hampsten          | La Vie Claire          |
| 18                   | Bernard Hinault       | Greg LeMond            | Eric Vanderaerden     | Greg LeMond         | Andrew Hampsten          | La Vie Claire          |
| 19                   | Julián Gorospe        | Greg LeMond            | Eric Vanderaerden     | Bernard Hinault     | Andrew Hampsten          | La Vie Claire          |
| 20                   | Bernard Hinault       | Greg LeMond            | Eric Vanderaerden     | Bernard Hinault     | Andrew Hampsten          | La Vie Claire          |
| 21                   | Erich Mächler         | Greg LeMond            | Eric Vanderaerden     | Bernard Hinault     | Andrew Hampsten          | La Vie Claire          |
| 22                   | Guido Bontempi        | Greg LeMond            | Eric Vanderaerden     | Bernard Hinault     | Andrew Hampsten          | La Vie Claire          |
| 23                   | Guido Bontempi        | Greg LeMond            | Eric Vanderaerden     | Bernard Hinault     | Andrew Hampsten          | La Vie Claire          |
| Klasyfikacja końcowa | Klasyfikacja końcowa  | Greg LeMond            | Eric Vanderaerden     | Bernard Hinault     | Andrew Hampsten          | La Vie Claire          |

## Klasyfikacje końcowe

### Klasyfikacja generalna
| Pozycja | Zawodnik           | Drużyna          | Czas          |
| ------- | ------------------ | ---------------- | ------------- |
| 1.      | Greg LeMond        | La Vie Claire    | 110 h 35' 19" |
| 2.      | Bernard Hinault    | La Vie Claire    | +3' 10"       |
| 3.      | Urs Zimmermann     | Carrera-Inoxpran | +10' 54"      |
| 4.      | Andrew Hampsten    | La Vie Claire    | +18' 44"      |
| 5.      | Claude Criquielion | Hitachi          | +24' 36"      |
| 6.      | Ronan Pensec       | Peugeot          | +25' 59"      |
| 7.      | Niki Rüttimann     | La Vie Claire    | +30' 52"      |
| 8.      | Álvaro Pino        | Zor              | +33' 00"      |
| 9.      | Steven Rooks       | PDM-Concorde     | +33' 22"      |
| 10.     | Yvon Madiot        | Système U        | +33' 27"      |

| Miejsca 11–85 | Miejsca 11–85              | Miejsca 11–85         | Miejsca 11–85 |
| Pozycja       | Zawodnik                   | Drużyna               | Czas          |
| ------------- | -------------------------- | --------------------- | ------------- |
| 11            | Samuel Cabrera             | Reynolds              | +35' 28"      |
| 12            | Jean-François Bernard      | La Vie Claire         | +35' 45"      |
| 13            | Pascal Simon               | Peugeot               | +37' 44"      |
| 14            | Eduardo Chozas             | Teka                  | +38' 48"      |
| 15            | Reynel Montoya             | Postobón              | +45' 36"      |
| 16            | Charly Mottet              | Système U             | +45' 58"      |
| 17            | Thierry Claveyrolat        | ROM-Meral-Mavic       | +46' 00"      |
| 18            | Marino Lejarreta           | Orbea                 | +49' 09"      |
| 19            | Jean-Claude Bagot          | Fagor                 | +51' 38"      |
| 20            | Éric Caritoux              | Fagor                 | +52' 39"      |
| 21            | José Patrocinio Jiménez    | Café de Colombia      | +55' 42"      |
| 22            | Luis Herrera               | Café de Colombia      | +56' 00"      |
| 23            | Steve Bauer                | La Vie Claire         | +56' 02"      |
| 24            | Joop Zoetemelk             | Kwantum               | +57' 04"      |
| 25            | Jesús Blanco               | Teka                  | +1h 03' 16"   |
| 26            | Jean-René Bernaudeau       | Fagor                 | +1h 03' 56"   |
| 27            | Alfonso Flórez             | Café de Colombia      | +1h 05' 54"   |
| 28            | Bernard Gavillet           | Système U             | +1h 08' 17"   |
| 29            | Peter Stevenhaagen         | PDM-Concorde          | +1h 10' 40"   |
| 30            | Jokin Mújika               | Orbea                 | +1h 11' 01"   |
| 31            | Anselmo Fuerte             | Zor-BH                | +1h 12' 13"   |
| 32            | Primož Čerin               | Malvor                | +1h 14' 40"   |
| 33            | Antonio Agudelo            | Teka                  | +1h 15' 13"   |
| 34            | Dag Otto Lauritzen         | Peugeot               | +1h 15' 47"   |
| 35            | Robert Forest              | Peugeot               | +1h 16' 19"   |
| 36            | Pello Ruiz Cabestany       | Orbea                 | +1h 16' 22"   |
| 37            | Eddy Schepers              | Carrera-Inoxpran      | +1h 18' 20"   |
| 38            | Federico Echave            | Teka                  | +1h 18' 53"   |
| 39            | Phil Anderson              | Panasonic             | +1h 19' 41"   |
| 40            | Jesús Rodríguez            | Zor-BH                | +1h 20' 09"   |
| 41            | Silvano Contini            | Gis Gelati            | +1h 22' 18"   |
| 42            | Martín Alonso              | Fagor                 | +1h 22' 26"   |
| 43            | Hendrik Devos              | Hitachi-Marc-Splendor | +1h 24' 43"   |
| 44            | Charly Bérard              | La Vie Claire         | +1h 29' 02"   |
| 45            | Dominique Garde            | KAS                   | +1h 29' 11"   |
| 46            | Martin Earley              | Fagor                 | +1h 30' 30"   |
| 47            | Gilles Mas                 | ROM-Meral-Mavic       | +1h 31' 56"   |
| 48            | Stephen Roche              | Carrera-Inoxpran      | +1h 32' 30"   |
| 49            | Erich Mächler              | Carrera-Inoxpran      | +1h 32' 45"   |
| 50            | Heriberto Urán             | Postobón              | +1h 36' 35"   |
| 51            | Jan Nevens                 | Joker-Emerxil         | +1h 37' 15"   |
| 52            | Johan van der Velde        | Panasonic             | +1h 37' 55"   |
| 53            | Carlos Hernández           | Reynolds              | +1h 38' 13"   |
| 54            | Guy Nulens                 | Panasonic             | +1h 39' 08"   |
| 55            | Carlos Jaramillo           | Postobón              | +1h 39' 48"   |
| 56            | Jean-Claude Leclercq       | KAS                   | +1h 40' 43"   |
| 57            | Jean-Claude Garde          | KAS                   | +1h 40' 57"   |
| 58            | Jean-Philippe Vandenbrande | Hitachi               | +1h 41' 23"   |
| 59            | Juan Carlos Rozas          | Zor-BH                | +1h 41' 51"   |
| 60            | Enrique Aja                | Teka                  | +1h 42' 32"   |
| 61            | Gerard Veldscholten        | PDM-Concorde          | +1h 42' 57"   |
| 62            | Bernard Vallet             | ROM-Meral-Mavic       | +1h 43' 12"   |
| 63            | Bob Roll                   | 7-Eleven              | +1h 43' 26"   |
| 64            | Dirk De Wolf               | Hitachi               | +1h 44' 17"   |
| 65            | Twan Poels                 | Kwantum               | +1h 44' 17"   |
| 66            | Ennio Vanotti              | Gis Gelati            | +1h 45' 20"   |
| 67            | Paul Haghedooren           | Joker-Emerxil         | +1h 47' 59"   |
| 68            | François Lemarchand        | Fagor                 | +1h 49' 05"   |
| 69            | Ludo Peeters               | Kwantum               | +1h 49' 11"   |
| 70            | Nico Emonds                | Kwantum               | +1h 49' 19"   |
| 71            | Manuel Cárdenas            | Teka                  | +1h 50' 11"   |
| 72            | Guido Van Calster          | Zor-BH                | +1h 50' 42"   |
| 73            | Bruno Leali                | Carrera-Inoxpran      | +1h 51' 49"   |
| 74            | Beat Breu                  | Carrera-Inoxpran      | +1h 51' 54"   |
| 75            | Iñaki Gastón               | KAS                   | +1h 52' 35"   |
| 76            | Dominique Arnaud           | Reynolds              | +1h 53' 54"   |
| 77            | Jørgen Vagn Pedersen       | Carrera-Inoxpran      | +1h 54' 32"   |
| 78            | Jos Haex                   | Hitachi               | +1h 54' 38"   |
| 79            | Julián Gorospe             | Reynolds              | +1h 56' 11"   |
| 80            | Jeff Pierce                | 7-Eleven              | +1h 56' 57"   |
| 81            | Maarten Ducrot             | Kwantum               | +1h 58' 02"   |
| 82            | Acácio da Silva            | Malvor                | +1h 58' 05"   |
| 83            | Néstor Mora                | Postobón              | +1h 58' 26"   |
| 84            | Gerrie Knetemann           | PDM-Concorde          | +1h 58' 28"   |
| 85            | Dominique Gaigne           | Système U             | +1h 59' 27"   |
| 86            | Marco Antonio León         | Café de Colombia      | +2h 00' 49"   |
| 87            | Vicente Ridaura            | Orbea                 | +2h 00' 59"   |
| 88            | Christophe Lavainne        | Système U             | +2h 01' 00"   |
| 89            | Eric Van Lancker           | Panasonic             | +2h 01' 53"   |
| 90            | Jan van Wijk               | PDM-Concorde          | +2h 02' 35"   |
| 91            | Alessandro Pozzi           | Gis Gelati            | +2h 03' 39"   |
| 92            | Guido Bontempi             | Carrera-Inoxpran      | +2h 03' 39"   |
| 93            | Régis Simon                | ROM-Meral-Mavic       | +2h 05' 06"   |
| 94            | Francisco Antequera        | Zor-BH                | +2h 05' 08"   |
| 95            | Alain Vigneron             | La Vie Claire         | +2h 05' 08"   |
| 96            | Ron Kiefel                 | 7-Eleven              | +2h 06' 38"   |
| 97            | Philippe Leleu             | La Vie Claire         | +2h 07' 03"   |
| 98            | Eric Boyer                 | Système U             | +2h 07' 27"   |
| 99            | Jörg Müller                | KAS                   | +2h 07' 46"   |
| 100           | Frédéric Vichot            | KAS                   | +2h 08' 15"   |
| 101           | Gerrit Solleveld           | Kwantum               | +2h 09' 00"   |
| 102           | Willem Van Eynde           | Joker-Emerxil         | +2h 10' 46"   |
| 103           | Luc Roosen                 | Kwantum               | +2h 10' 46"   |
| 104           | Rudy Rogiers               | Hitachi               | +2h 11' 09"   |
| 105           | Jan Wijnants               | Hitachi               | +2h 11' 14"   |
| 106           | Israel Corredor            | Postobón              | +2h 12' 04"   |
| 107           | Frédéric Brun              | Peugeot               | +2h 13' 11"   |
| 108           | Thierry Marie              | Système U             | +2h 13' 24"   |
| 109           | Francesco Rossignoli       | Carrera-Inoxpran      | +2h 13' 56"   |
| 110           | Adri van der Poel          | Kwantum               | +2h 14' 20"   |
| 111           | Eric Louvel                | Peugeot               | +2h 14' 41"   |
| 112           | Sean Yates                 | Peugeot               | +2h 15' 20"   |
| 113           | Michel Dernies             | Joker-Emerxil         | +2h 15' 29"   |
| 114           | Raúl Alcalá                | 7-Eleven              | +2h 15' 53"   |
| 115           | Jaime Vilamajo             | Orbea                 | +2h 16' 41"   |
| 116           | Frank Hoste                | Fagor                 | +2h 17' 06"   |
| 117           | Jesús Hernández            | Reynolds              | +2h 17' 26"   |
| 118           | André Chappuis             | ROM-Meral-Mavic       | +2h 17' 36"   |
| 119           | Jean-Luc Vandenbroucke     | KAS                   | +2h 17' 58"   |
| 120           | Alex Stieda                | 7-Eleven              | +2h 19' 47"   |
| 121           | José Luis Laguía           | Reynolds              | +2h 19' 48"   |
| 122           | Rudy Dhaenens              | Hitachi               | +2h 19' 58"   |
| 123           | Marc Gomez                 | Reynolds              | +2h 21' 13"   |
| 124           | Alain Bondue               | Système U             | +2h 22' 03"   |
| 125           | Eric Vanderaerden          | Panasonic             | +2h 22' 30"   |
| 126           | Antonio Esparza            | Orbea                 | +2h 22' 45"   |
| 127           | Guido Winterberg           | La Vie Claire         | +2h 27' 26"   |
| 128           | Pierangelo Bincoletto      | Malvor                | +2h 27' 28"   |
| 129           | Jozef Lieckens             | Joker-Emerxil         | +2h 29' 21"   |
| 130           | Francis Castaing           | ROM-Meral-Mavic       | +2h 41' 56"   |
| 131           | Paul Kimmage               | ROM-Meral-Mavic       | +2h 44' 06"   |
| 132           | Ennio Salvador             | Gis Gelati            | +2h 55' 51"   |

### Klasyfikacja punktowa
| Pozycja | Zawodnik          | Drużyna          | Punkty |
| ------- | ----------------- | ---------------- | ------ |
| 1.      | Eric Vanderaerden | Panasonic        | 277    |
| 2.      | Jozef Lieckens    | Joker-Emerxil    | 232    |
| 3.      | Bernard Hinault   | La Vie Claire    | 210    |
| 4.      | Greg LeMond       | La Vie Claire    | 210    |
| 5.      | Guido Bontempi    | Carrera-Inoxpran | 166    |

### Klasyfikacja górska
| Pozycja | Zawodnik        | Drużyna          | Punkty |
| ------- | --------------- | ---------------- | ------ |
| 1.      | Bernard Hinault | La Vie Claire    | 351    |
| 2.      | Luis Herrera    | Café de Colombia | 270    |
| 3.      | Greg LeMond     | La Vie Claire    | 265    |
| 4.      | Urs Zimmermann  | Carrera          | 191    |
| 5.      | Eduardo Chozas  | Teka             | 172    |

### Klasyfikacja młodzieżowa
| Pozycja | Zawodnik              | Drużyna       | Czas          |
| ------- | --------------------- | ------------- | ------------- |
| 1.      | Andrew Hampsten       | La Vie Claire | 110 h 54' 03" |
| 2.      | Ronan Pensec          | Peugeot       | +7' 15"       |
| 3.      | Jean-François Bernard | La Vie Claire | +17' 01"      |
| 4.      | Jesús Blanco          | Teka          | +44' 32"      |
| 5.      | Peter Stevenhaagen    | PDM-Concorde  | +51' 56"      |

### Klasyfikacja sprinterska
| Pozycja | Zawodnik            | Drużyna   | Punkty |
| ------- | ------------------- | --------- | ------ |
| 1.      | Gerrit Solleveld    | Kwantum   | 305    |
| 2.      | Dirk De Wolf        | Hitachi   | 170    |
| 3.      | Dominique Arnaud    | Reynolds  | 145    |
| 4.      | Johan van der Velde | Panasonic | 86     |
| 5.      | Julián Gorospe      | Reynolds  | 60     |

### Klasyfikacja kombinowana
| Pozycja | Zawodnik           | Drużyna          | Punkty |
| ------- | ------------------ | ---------------- | ------ |
| 1.      | Greg LeMond        | La Vie Claire    | 87     |
| 2.      | Bernard Hinault    | La Vie Claire    | 87     |
| 3.      | Claude Criquielion | Hitachi          | 68     |
| 4.      | Urs Zimmermann     | Carrera-Inoxpran | 61     |
| 5.      | Andrew Hampsten    | La Vie Claire    | 59     |

### Klasyfikacja drużynowa punktowa
| Pozycja | Drużyna       | Punkty |
| ------- | ------------- | ------ |
| 1.      | Panasonic     | 1523   |
| 2.      | La Vie Claire | 1674   |
| 3.      | KAS           | 1869   |

### Klasyfikacja drużynowa
| Pozycja | Drużyna          | Czas          |
| ------- | ---------------- | ------------- |
| 1.      | La Vie Claire    | 331 h 35' 48" |
| 2.      | Peugeot          | +1h 51' 50"   |
| 3.      | Système U        | +2h 00' 50"   |
| 4.      | PDM-Concorde     | +2h 23' 50"   |
| 5.      | Carrera-Inoxpran | +2h 26' 36"   |